# Işık
Işık ist ein türkischer männlicher und weiblicher Vorname sowie Familienname mit der Bedeutung „Licht“.

## Namensträger

### Männlicher Vorname
- Işık Koşaner (* 1945), türkischer Generalstabsoffizier
- Ocak Işık Yurtçu (1945–2012), türkischer Journalist

### Familienname
- Aydin Isik (* 1978), Kabarettist, Schauspieler, Regisseur, Autor
- Ayhan Işık (1929–1979), türkischer Schauspieler
- Cengiz Işık (* 1949), türkischer Klassischer Archäologe
- Esen Işık (* 1969), türkisch-schweizerische Regisseurin und Drehbuchautorin
- Fahri Işık (* 1944), türkischer Klassischer Archäologe
- Fatma Işık (* 1991), deutsch-türkische Fußballspielerin
- Fikri Işık (* 1965), türkischer Politiker
- Hasan Esat Işık (1916–1989), türkischer Diplomat und Politiker
- Havva İşkan Işık (* 1956), türkische Klassische Archäologin
- Haydar Işık (1937–2021), kurdisch-deutscher Lehrer und Schriftsteller
- Mehmet Can Işık (* 1993), türkischer Fußballspieler
- Murat Işık (* 1977), niederländischer Schriftsteller und Jurist
- Sabahat Işık (1927–2005), türkische Schauspielerin
- Timur Işık (* 1980), deutscher Schauspieler
- Tuba Işık (* 1981), deutsche Pädagogin, Religionswissenschaftlerin und Hochschullehrerin für islamische Religionspädagogik
- Volkan Işık (* 1967), türkischer Rallyefahrer

### Künstlername
- Şerafettin Işık, literarisches Pseudonym von Hâmit Zübeyir Koşay (1897–1984), türkischer Archäologe und Ethnologe

## Sonstiges
- Işık (İdil), ein Dorf im Landkreis İdil der türkischen Provinz Şırnak
- Işık Üniversitesi, private Universität bei Istanbul (Türkei)
- Yeşil Işık – Das grüne Leuchten, türkischer  Independentfilm aus dem Jahr 2001